# Псковский, Юрий Павлович
Ю́рий Па́влович Пско́вский (1 февраля 1926, Богородск — 21 июля 2004) — советский и российский учёный-астроном, доктор физико-математических наук, профессор, главный научный сотрудник Государственного астрономического института имени П. К. Штернберга. Участник Великой Отечественной войны.

## Биография
Ю. П. Псковский родился 1 февраля 1926 года в г. Богородске Московской губернии РСФСР. Мать — ткачиха, затем инженер-связист. Отец — служащий, умер в 1934 году.
В 1943 году Ю. П. Псковский призван в ряды Красной армии. С сентября 1943 года — курсант 4 отдельного учебного стрелкового полка, Уральский военный округ, г. Ирбит. С мая 1944 года — командир отделения, сержант 311-го стрелкового полка 65-й стрелковой дивизии 3-го Прибалтийского и Карельского фронтов, с декабря 1944 года — гвардии сержант 318-го гвардейского (311-го) стрелкового полка 102-й гвардейской (65-й) стрелковой дивизии 2-го Белорусского фронта. С июня 1946 года — командир отделения разведки 418-го гвардейского артиллерийского полка 102-й гвардейской стрелковой дивизии, Воронежский военный округ (включён в состав МВО), г. Острогожск. С мая 1947 года — старший разведчик-наблюдатель 85-го гвардейского артиллерийского полка 2-й гвардейской Таманской стрелковой дивизии, Московский военный округ.
В 1948 году Ю. П. Псковский начал заочную учёбу в МГУ, а после демобилизации с сентября 1949 по 1953 год — студент механико-математического факультета МГУ. С сентября 1953 по октябрь 1956 года учился в аспирантуре.
В 1957 году защитил кандидатскую диссертацию «Спектрофотометрическое сравнение цефеид и псевдоцефеид», а в 1975 году — докторскую диссертацию «Спектры сверхновых I типа».
Вся деятельность Ю. П. Псковского была связана с Государственным астрономическим институтом им. П. К. Штернберга МГУ: с августа 1956 года — младший научный сотрудник, с января 1964 года — старший научный сотрудник, с февраля 1977 года — исполняющий обязанности заместителя директора ГАИШ по научной работе (с мая 1978 года — заместитель), с 29 марта 1996 года — главный научный сотрудник отдела физики эмиссионных звёзд и галактик ГАИШ МГУ. Профессор с 1987 года.
Ю. П. Псковский умер 21 июля 2004 года.

## Научно-педагогическая деятельность
В сфере научных интересов — астрофизика, внегалактическая астрономия. Ю. П. Псковский выполнил ряд пионерских исследований: обнаружил зависимость между спектром и мощностью радиоизлучения радиогалактик, впервые получил функцию радиосветимости галактик, вывел соотношение массы и светимости, что дало ему возможность произвести оценку средней плотности Метагалактики. Разработал новый метод определения пространственных скоростей пульсаров, исследовал частоту вспышек сверхновых в галактиках разных морфологических типов, предложил фотометрическую классификацию сверхновых звёзд.
Ю. П. Псковский решил редкую в астрофизической практике фундаментальную проблему: им отождествлены линии в спектрах сверхновых звёзд, не поддававшиеся идентификации в течение 84 лет. Данное открытие зарегистрировано Госпатентом.
В отделе Луны и планет совместно с Ю. Н. Липским участвовал в разработке принципов лунной картографии и создании первого листа карты Луны миллионного масштаба для района мягкой посадки автоматической межпланетной станции «Луна-9», в выпуске атласа обратной стороны Луны. Автор идеи использования радиопокрытий АМС Луной для установления их координат. Предложил термин «талассоид» для гигантских кольцевых образований на лунной поверхности.
Ю. П. Псковский в течение многих лет читал спецкурс «Сверхновые звёзды» для студентов-астрономов. Под его руководством защищено 5 кандидатских диссертаций. Опубликовал 128 научных работ, участвовал в написании 5 монографий.
Член МАС (входил в состав двух его комиссий) с 1964 года. В 1977—1992 годах являлся членом диссертационного совета НИРФИ. С 1985 по 1993 год — член экспертного совета ВАК. В 1990—1996 годах входил в состав Учёного Совета МГУ.

## Награды
- Медаль «За отвагу» (1944)
- Медаль «За оборону Советского Заполярья» (1945)
- Двенадцать юбилейных и ветеранских медалей
- Благодарность Главного конструктора С. П. Королёва за активное участие в исследованиях космоса
- Бронзовая медаль ВДНХ СССР (1970)
- Почётный знак «За отличные успехи в области высшего образования СССР» (1981)
- Орден Отечественной войны I-й степени (1985)
- Звание «Почётный работник высшего образования России» (1996)

## Избранные труды
- Атлас обратной стороны Луны. Части I–III. — М.: Наука, 1967.

- Псковский Ю. П. Идентификация абсорбции спектра Сверхновой I типа // Астрономический журнал. — 1968.

- Общий каталог переменных звёзд. — 2-е издание. — М., 1971. — Т. 3.

- Псковский Ю. П. Новые и сверхновые звёзды / Отв. ред. Э. Р. Мустель. — М.: Наука, 1974. — 203 с.

- Псковский Ю. П. Гл. 7. Сверхновые звёзды. Гл. 8. Нестационарные объекты незвёздной природы // Явления нестационарности переменных и звёздная эволюция / Ред.: А. А. Боярчук, Ю. Н. Ефремов. — М.: Наука, 1974. — С. 261—369. — 376 с. — 1900 экз.

- Псковский Ю. П. Гл. 2. Сверхновые и их остатки // Звёзды и звёздные системы / Под ред. Д. Я. Мартынова. — М.: Наука, 1981. — С. 88—117. — 416 с. — 8000 экз.